# Лопашов, Сергей Алексеевич
Сергей Алексеевич Лопашов (Лопашев до Октябрьской революции, 20 ноября 1882 — 6 апреля 1938) — советский литературовед, переводчик и дипломат.

## Биография
Родился 20 ноября 1882 года.
Член РСДРП с 1904 года.
До Октябрьской революции был редактором журнала «Зритель» и владельцем издательства «Природа и общество», работником экспериментального театра, руководителем оперной группы на радио.
Переводил французскую литературу. Перевёл трактат «Об учёном незнании» (De docta ignorantia) Николая Кузанского, изданный вместе с тремя переводами А. Ф. Лосева в книге «Избранные философские сочинения» («Соцэкгиз», 1937). Для книги также издательство поручило Лопашову написать очерк жизни и творчества Николая Кузанского.
После Октябрьской революции был консулом в Греции.
Руководил трудовым кооперативным издательством «Созвездие» в Москве в начале 1920-х годов. 
Автор ряда статей для первого издания «Большой советской энциклопедии» (1926—1947) и «Литературной энциклопедии» (1929—1939).
Умер 6 апреля 1938 года. Похоронен на Новодевичьем кладбище.

## Личная жизнь
Жена — Евгения Гавриловна, урождённая Денисова (29 ноября 1890 — 29 апреля 1950). Дочь Наталия Сергеевна, в замужестве Куприянова (7 февраля 1928 — 10 июля 1991).